# Ciudadano de segunda
Ciudadano de segunda clase o directamente ciudadano de segunda es una persona que es sistemáticamente discriminada dentro de un Estado o en otra jurisdicción política, a pesar de contar formalmente con derechos dentro de este Estado. La ciudadanía de segunda clase generalmente es considerada como una violación a los derechos humanos.
Si bien no se trata necesariamente de esclavos o delincuentes, el ciudadano de segunda clase tiene derechos legales limitados, así como también derechos civiles y oportunidad de desarrollarse laboral y económicamente; y está, con frecuencia, sujeto al maltrato y abandono de sus superiores putativos. En lugar de ser protegido por la ley, ésta ignora la existencia de un ciudadano de segunda e incluso puede ser utilizada para acosarlo (como por ejemplo en los casos de abuso de la fuerza policial).
Los problemas más graves a los que se enfrenta un ciudadano de segunda son pérdida del derecho al voto, limitaciones a la hora de trabajar como funcionario público o alistarse en el ejército, así como también restricciones en el lenguaje, educación, libertad de tránsito y asociación, portación de armamento, matrimonio y derecho a la propiedad.
El término se usa peyorativamente o en un contexto de activismo. Los gobernantes niegan la existencia de una ciudadanía de segunda clase. Al ser un término informal, la ciudadanía de segunda no está objetivamente clasificada, sin embargo, se pueden citar casos como el régimen de segregación racial en el sur de los Estados Unidos, el apartheid en Sudáfrica, el pueblo indio bajo el Raj Británico y la marginación de grupos, minorías étnicas, ciudadanos LGBT hombres y mujeres en muchos países del mundo, que históricamente han sido descritas como la causa de la creación de una ciudadanía de segunda. En otras épocas estas personas se categorizaron como «miserables».
En contraste, un inmigrante residente puede tener derechos limitados en una determinada jurisdicción (tales como imposibilidad de votar), aunque recibe protección legal y es aceptado por la población local. Un ciudadano naturalizado posee prácticamente los mismos derechos y obligaciones cívico-políticas que cualquier otro (con excepción de ser elegido para desempeñar cargos públicos en ciertos países) y también goza de protección legal.